# Beilschmiedia balansae
Beilschmiedia balansae är en lagerväxtart som beskrevs av Paul Lecomte. Beilschmiedia balansae ingår i släktet Beilschmiedia och familjen lagerväxter. Inga underarter finns listade i Catalogue of Life.